# Robécourt
Robécourt ist eine französische Gemeinde mit 104 Einwohnern (Stand: 1. Januar 2022) im Département Vosges in der Region Grand Est. Sie gehört zum Arrondissement Neufchâteau und zum Kanton Darney. Die Bewohner werden Robécourtois und Robécourtoises genannt.

## Geografie

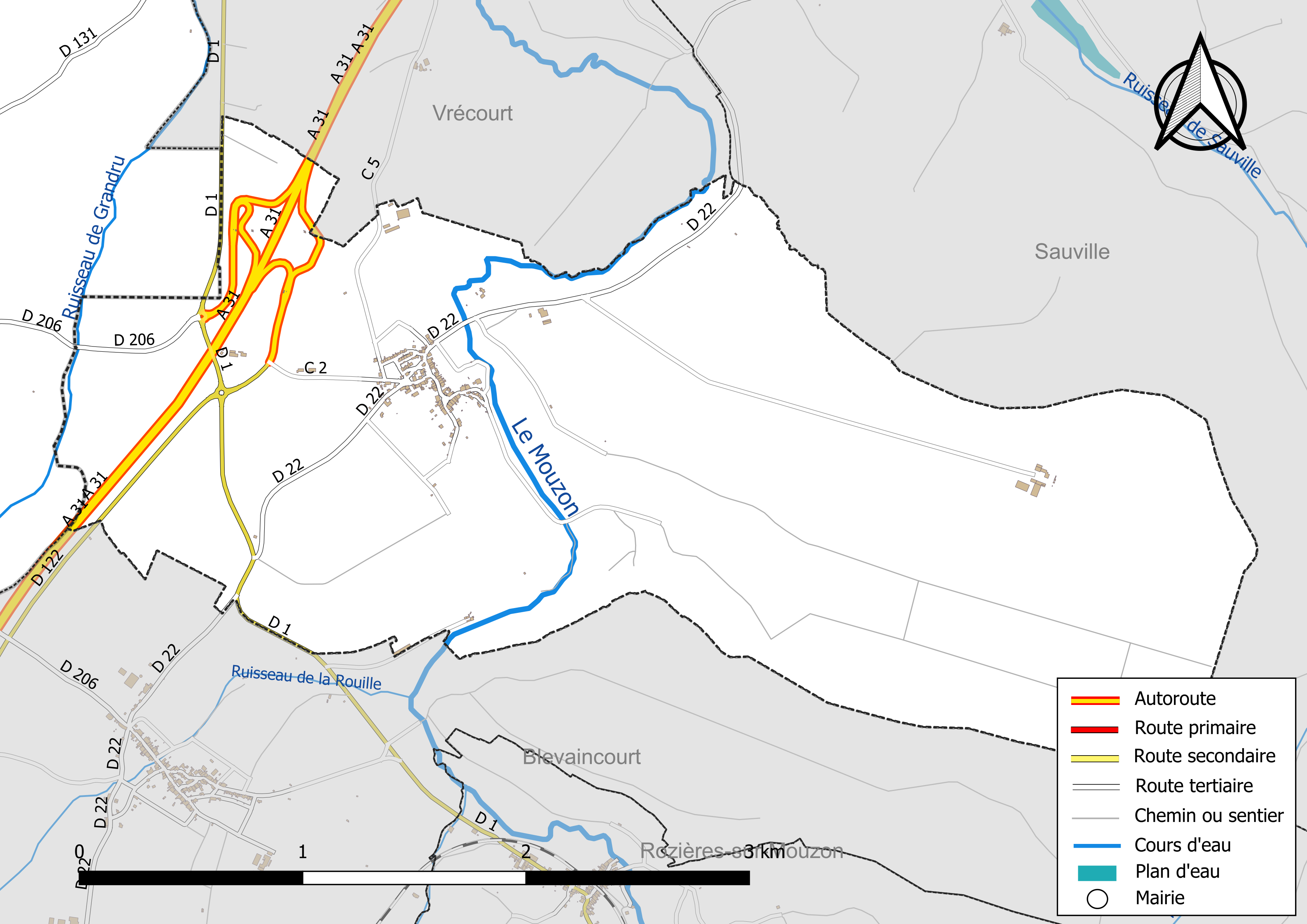
Gewässer und Straßen der Gemeinde

Robécourt liegt in Lothringen etwa 19 Kilometer südwestlich von Vittel und etwa 58 Kilometer westlich von Épinal an der Grenze zum Département Haute-Marne. Die Gemeinde liegt im Einzugsgebiet des Rheins und wird von den Flüssen Mouzon und Ruisseau de Grandru entwässert. Etwa zwei Drittel der Fläche der Gemeinde wird landwirtschaftlich genutzt, etwa 30 % ist sie von Wald bedeckt.
Umgeben wird Robécourt von den Nachbargemeinden Vrécourt im Norden, Sauville im Nordosten, Blevaincourt im Süden sowie Chaumont-la-Ville (Haute-Marne) im Westen. 
Durch das Gemeindegebiet von Robécourt führt die Autoroute A31.

## Bevölkerungsentwicklung
| Robécourt: Einwohnerzahlen von 1793 bis 2016                                                                               | Robécourt: Einwohnerzahlen von 1793 bis 2016 | Robécourt: Einwohnerzahlen von 1793 bis 2016 | Robécourt: Einwohnerzahlen von 1793 bis 2016 | Robécourt: Einwohnerzahlen von 1793 bis 2016 |
| --- | -------------------------------------------- | -------------------------------------------- | -------------------------------------------- | -------------------------------------------- |
| Jahr |                                              |                                              |                                              | Einwohner                                    |
| 1793 | 1793                                         |                                              | 518                                          | 518                                          |
| 1800 | 1800                                         |                                              | 553                                          | 553                                          |
| 1806 | 1806                                         |                                              | 566                                          | 566                                          |
| 1821 | 1821                                         |                                              | 581                                          | 581                                          |
| 1831 | 1831                                         |                                              | 653                                          | 653                                          |
| 1836 | 1836                                         |                                              | 620                                          | 620                                          |
| 1841 | 1841                                         |                                              | 588                                          | 588                                          |
| 1846 | 1846                                         |                                              | 600                                          | 600                                          |
| 1856 | 1856                                         |                                              | 502                                          | 502                                          |
| 1861 | 1861                                         |                                              | 460                                          | 460                                          |
| 1866 | 1866                                         |                                              | 439                                          | 439                                          |
| 1876 | 1876                                         |                                              | 385                                          | 385                                          |
| 1881 | 1881                                         |                                              | 338                                          | 338                                          |
| 1886 | 1886                                         |                                              | 339                                          | 339                                          |
| 1891 | 1891                                         |                                              | 318                                          | 318                                          |
| 1896 | 1896                                         |                                              | 309                                          | 309                                          |
| 1901 | 1901                                         |                                              | 317                                          | 317                                          |
| 1906 | 1906                                         |                                              | 300                                          | 300                                          |
| 1911 | 1911                                         |                                              | 296                                          | 296                                          |
| 1921 | 1921                                         |                                              | 256                                          | 256                                          |
| 1926 | 1926                                         |                                              | 233                                          | 233                                          |
| 1931 | 1931                                         |                                              | 238                                          | 238                                          |
| 1936 | 1936                                         |                                              | 216                                          | 216                                          |
| 1946 | 1946                                         |                                              | 201                                          | 201                                          |
| 1954 | 1954                                         |                                              | 178                                          | 178                                          |
| 1962 | 1962                                         |                                              | 161                                          | 161                                          |
| 1968 | 1968                                         |                                              | 155                                          | 155                                          |
| 1975 | 1975                                         |                                              | 125                                          | 125                                          |
| 1982 | 1982                                         |                                              | 134                                          | 134                                          |
| 1990 | 1990                                         |                                              | 128                                          | 128                                          |
| 1999 | 1999                                         |                                              | 119                                          | 119                                          |
| 2006 | 2006                                         |                                              | 119                                          | 119                                          |
| 2011 | 2011                                         |                                              | 117                                          | 117                                          |
| 2016 | 2016                                         |                                              | 108                                          | 108                                          |
| Quelle(n): EHESS/Cassini bis 1999, INSEE ab 2006 Anmerkung(en): Ab 1962 offizielle Zahlen ohne Einwohner mit Zweitwohnsitz |                                              |                                              |                                              |                                              |

## Sehenswürdigkeiten
- Ehemalige Glockengießerei Farnier in Le Pré Ferneau, errichtet 1847, heute Museum, seit 1995 als Monument historique klassifiziert
- Ehemalige Kommende, erbaut 1591, heute Pfarrhaus, Fassade des Hauptgebäudes und linker Eingang seit 1931 als Monument historique eingeschrieben
- Kirche Notre-Dame-de-l’Assomption (Mariä Himmelfahrt)

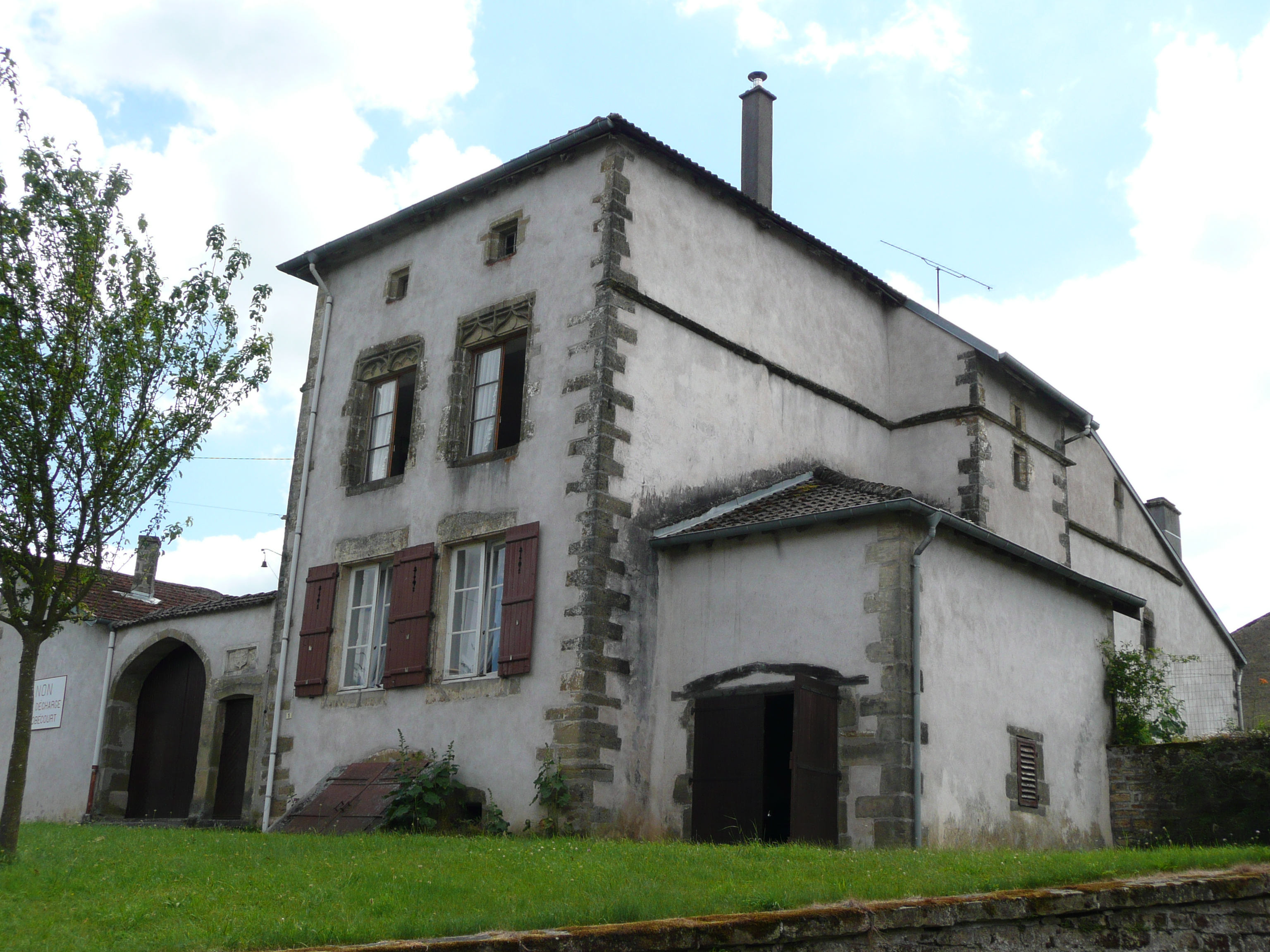
Ehemalige Kommende
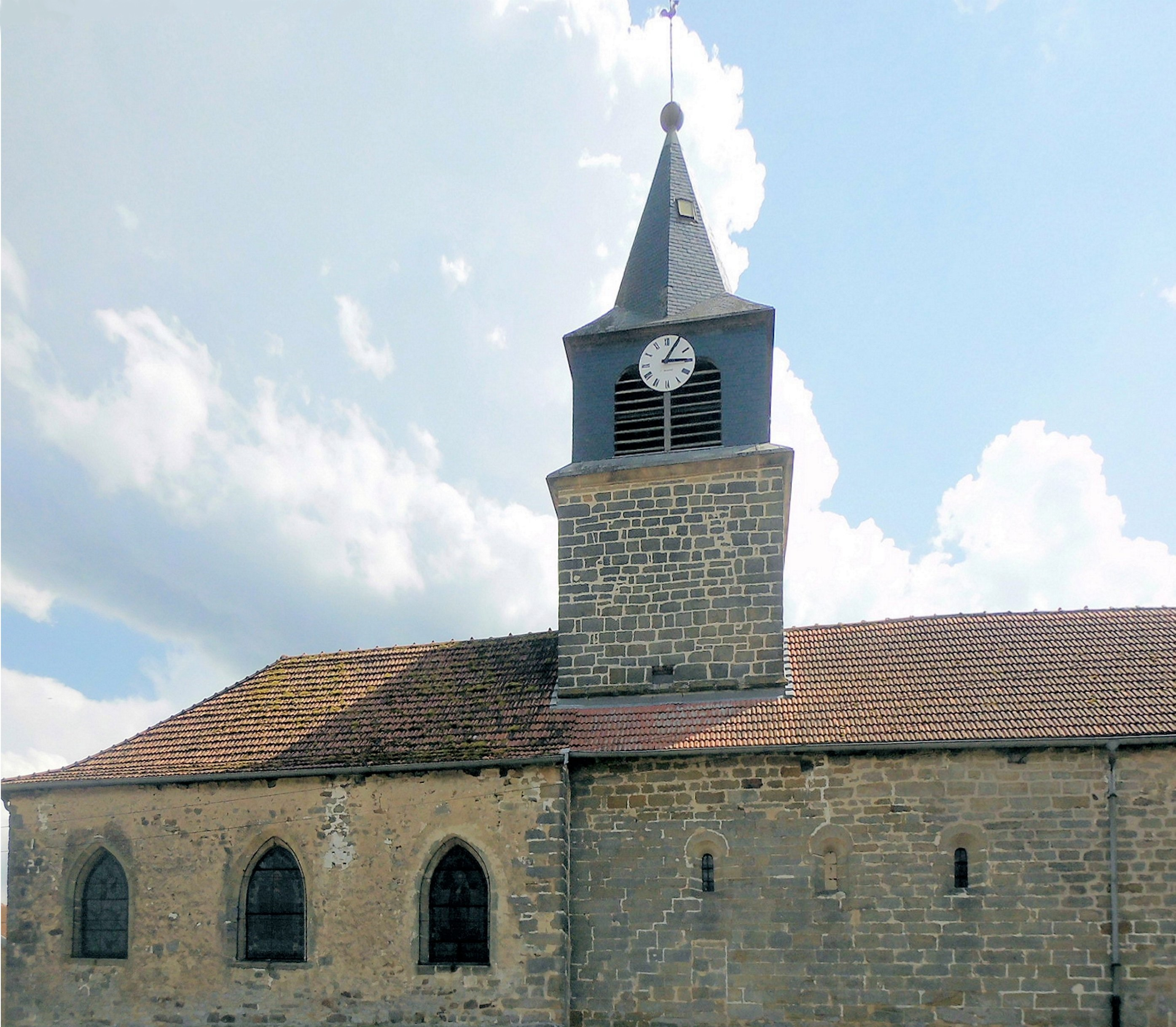
Kirche Mariä Himmelfahrt
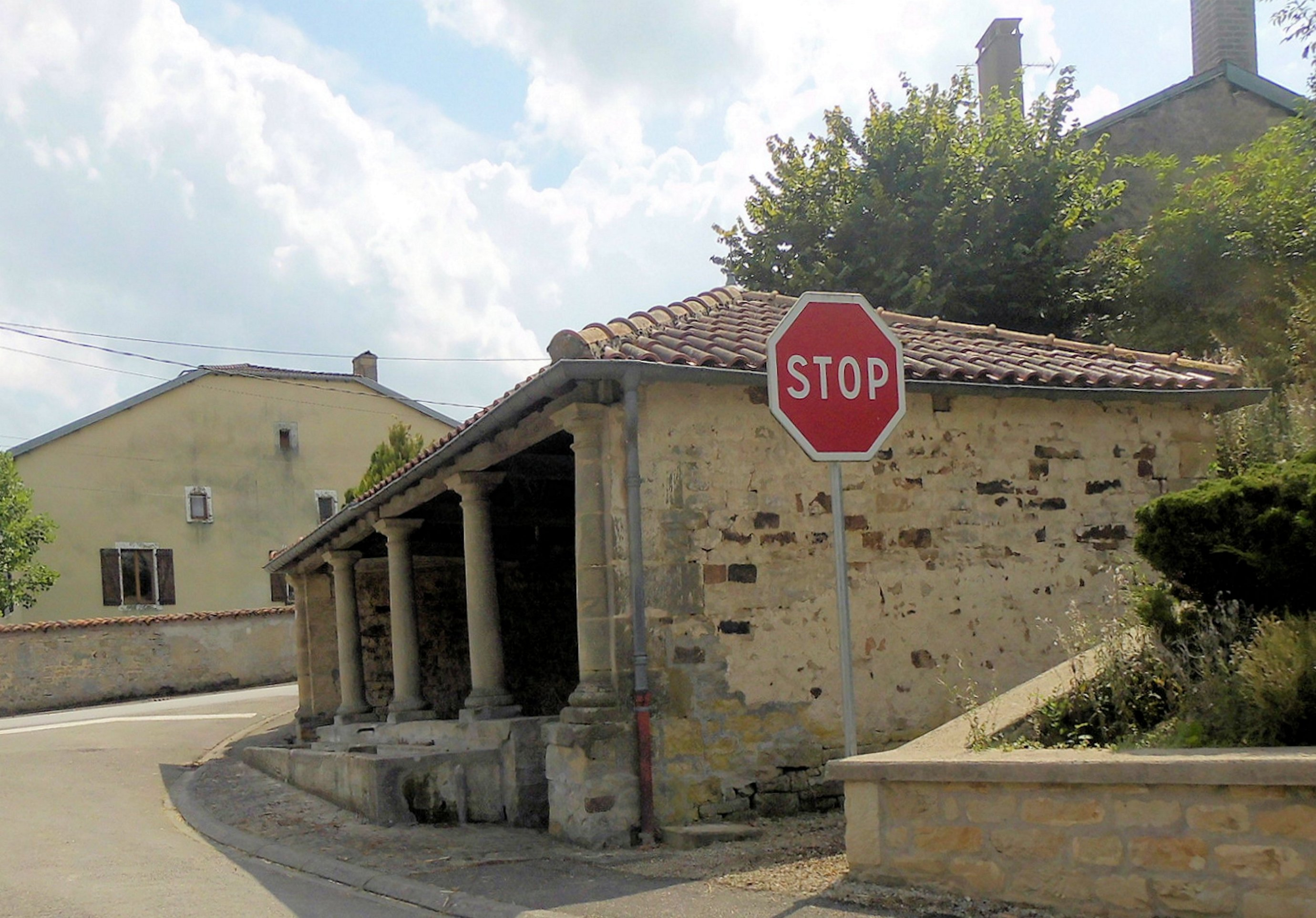
Lavoir